# Songfacts
Songfacts è un sito internet orientato alla musica, contenente articoli riguardo alle canzoni di svariati artisti, delle quali vengono analizzate ed esposte le informazioni sui testi e sulla genesi, nonché qualunque altro aneddoto ad esse legato.
Carl Wiser, DJ della WHCN, lo fondò nell'agosto 1999 ad Hartford, Connecticut inizialmente come database per preparare i suoi programmi radiofonici, aprendolo solo successivamente alle pubblicazioni online. Inizialmente venne sfruttato solo da altri DJ, ma nel 2002 raggiunse il successo generale, tramite la segnalazione "Yahoo! Pick" e la recensione del Mumbai Mirror in India.
Men's Journal nell'agosto 2004 nominò Songfacts uno dei "100 Best Websites for Guys". e l'USA Weekend lo elogiò per essere un "Behind the Music virtuale".